# Майкл Торнтон
Майкл Едвін Торнтон (англ. Michael Edwin Thornton; нар. 23 березня 1949, Грінвілл, округ Грінвілл, Південна Кароліна) — американський військовослужбовець, лейтенант сил спеціальних операцій ВМС США, кавалер Медалі Пошани за врятування життя лейтенанта Томаса Норріса, який згодом також став кавалером Медалі Пошани. Став останнім військовослужбовцем збройних сил США, нагородженим Медаллю Пошани за бойові дії у війні у В'єтнамі.

## Біографія
Майкл Торнтон народився 23 березня 1949 у містечку Грінвілл, штат Південна Кароліна. У 1967 році закінчив школу та записався на військову службу у флот США. Спочатку служив в артилерійській обслузі корабельної артилерії на есмінці, з листопада 1968 поступив на базові курси підготовки підривників-тренування бойових плавців SEAL. Після успішного завершення навчання зарахований до складу 1-ї групи спеціального призначення, разом з якою діяв у Південно-Східній Азії з 1 січня 1970 до грудня 1972 року.
31 жовтня 1972 петті-офіцер III класу Торнтон брав участь у сміливій вилазці із захоплення полонених та збору розвідувальної інформації в провінції Куангчі. У ході розвідувального виходу, група, що складалась з п'яти людей (двох американців та трьох воїнів підрозділу спецпризначення Південного В'єтнаму), наразилась на північно-в'єтнамський патруль і вступила в п'ятигодинний бій. У сутичці Торнтон побачив, що командира лейтенанта Томаса Норріса важко поранило й під вогнем противника кинувся йому на допомогу. Зваливши офіцера на плечі, М. Торнтон добіг до води й пірнув у море, підтримуючи свого командира, який перебував у непритомному стані. Коли поранило одного з в'єтнамських спецназівців, він підтримав і його на поверхні разом з Норрісом. Молодий петті-офіцер протримався у морі, підтримуючи двох чоловіків, більше ніж дві години, доки не підійшла джонка, яка вночі висаджувала їх на берег, і не підібрала їх.
За цей подвиг, Майкл Торнтон був удостоєний Медалі Пошани, яку офіційно вручив йому Президент Річард Ніксон під час церемонії в Білому домі 15 жовтня 1973 року.
6 березня 1976 Президент США Джеральд Форд урочисто вручив лейтенанту Томасу Норрісу, який вижив у бою 31 жовтня 1972 року, Медаль Пошани за врятування підполковника Айсла Гамблтона та першого лейтенанта Марка Кларка — екіпажу літака РЕБ B-66 «Дестройер», збитого над позиціями противника.
У 1980 році Торнтон був обраний Річардом Марчінко одним з членів нової елітної групи «морських котиків» SEAL Team Six, основним призначенням якої була боротьба з тероризмом. Після тривалої служби та участі у багатьох спеціальних операціях і місіях у 1992 році Майкл Торнтон звільнився з лав збройних сил у званні лейтенанта флоту.

### Офіційний текст нагородження Майкла Торнтона Медаллю Пошани
| «За бездоганну мужність і саможертовну відвагу, проявлені з великим ризиком для власного життя, що перевищували звичайний службовий обов'язок, у ході сміливого бою проти військ противника. У складі розвідувальної групи на чолі зі старшим радником лейтенантом ВМС США та трьома воїнами підрозділу спецпризначення флоту В'єтнаму, петті-офіцер М.Торнтон, військовий радник флоту, виконував бойове завдання із захоплення полонених та збору розвідувальної інформації поблизу ворожої річкової бази. Діставшись визначеної точки на гумовому човні, що доставила до узбережжя джонка В'єтнамського флоту, розвідники висадилися на берег та пішки висунулись до об'єкта розвідки. Несподівано розвідгрупа потрапила під вогонь чисельно переважаючих сил противника, який виявив появу спецназівців. Патруль викликав артилерійську підтримку з кораблів прикриття та вступив у затятий бій з ворогом, спричинивши йому значних втрат і поступово відступаючи до берегової смуги. Побачивши, що його командира уразило кулею противника, петті-офіцер М.Торнтон під кинджальним вогнем кинувся назад до місця його падіння, знищив двох північно-в'єтнамських солдатів, що наблизились до нього, підхопив серйозно пораненого та непритомного старшого радника й потягнув того до води. Занурившись у воду, він відплив від берега, потім наповнив рятувальний жилет командира і тягнув його на собі далі від ворожого узбережжя. Майже дві години М.Торнтон утримувався на плаву, одночасно підтримуючи пораненого командира, поки їх не підібрав корабель підтримки. Своєю безстрашною мужністю, завзятістю та відданістю службовому обов'язку петті-офіцер М.Торнтон врятував життя старшого командира, допоміг іншим членам патруля відступити з місця бою, й тим самим уособив найвищі традиції ВМС США. Оригінальний текст (англ.) For conspicuous gallantry and intrepidity at the risk of his life above and beyond the call of duty while participating in a daring operation against enemy forces. PO Thornton, as Assistant U.S. Navy Advisor, along with a U.S. Navy lieutenant serving as Senior Advisor, accompanied a 3-man Vietnamese Navy SEAL patrol on an intelligence gathering and prisoner capture operation against an enemy-occupied naval river base. Launched from a Vietnamese Navy junk in a rubber boat, the patrol reached land and was continuing on foot toward its objective when it suddenly came under heavy fire from a numerically superior force. The patrol called in naval gunfire support and then engaged the enemy in a fierce firefight, accounting for many enemy casualties before moving back to the waterline to prevent encirclement. Upon learning that the Senior Advisor had been hit by enemy fire and was believed to be dead, PO Thornton returned through a hail of fire to the lieutenant's last position; quickly disposed of 2 enemy soldiers about to overrun the position, and succeeded in removing the seriously wounded and unconscious Senior Naval Advisor to the water's edge. He then inflated the lieutenant's lifejacket and towed him seaward for approximately 2 hours until picked up by support craft. By his extraordinary courage and perseverance, PO Thornton was directly responsible for saving the life of his superior officer and enabling the safe extraction of all patrol members, thereby upholding the highest traditions of the U.S. Naval Service»[1] |

## Нагороди та відзнаки
| Відзнака SEAL                          |
| Значок парашутиста ВМС                 |
| Відзнака офіцера бойових плавців флоту |
| Офіцер-бойовий дайвер флоту            |

|                                         |                           |                           |                           |
| V · Gold star · Gold star               |                           |                           | V · Gold star             |
|                                         | Gold star                 | Bronze star · Bronze star | Bronze star · Bronze star |
| Bronze star                             | Bronze star · Bronze star |                           | Bronze star               |
| Bronze star · Silver star · Bronze star | Bronze star               |                           |                           |
| Silver star                             |                           |                           |                           |
|                                         |                           |                           |                           |

| Медаль Пошани                                                                         | Медаль Пошани                                               | Срібна Зірка                                                      | Срібна Зірка                                                                    |
| Бронзова Зірка з двома літерами «V» та двома золотими зірками                         | Пурпурне Серце                                              | Медаль за похвальну службу                                        | Похвальна медаль ВМС та Корпусу морської піхоти з літерою «V» та золотою зіркою |
| Медаль за досягнення ВМС та Корпусу морської піхоти                                   | Нашивка за участь у бойових діях із золотою зіркою          | Президентська відзнака частині ВМС США з двома бронзовими зірками | Подяка за похвальну службу частині ВМС з двома бронзовими зірками               |
| Відзнака за видатні заслуги ВМС США та Корпусу морської піхоти США з бронзовою зіркою | Медаль за відмінну поведінку ВМС з двома бронзовими зірками | Експедиційна медаль ВМС                                           | Медаль за службу національній обороні з бронзовою зіркою                        |
| Медаль за службу у В'єтнамі зі срібною та з двома бронзовими зірками                  | Медаль за участь у війні в Затоці з бронзовою зіркою        | Медаль за гуманітарну допомогу                                    | Відзнака за службу на морі ВМС                                                  |
| Хрест «За хоробрість» із срібною зіркою                                               | Медаль Честі збройних сил Південного В'єтнаму 1-го ступеня  | Медаль «За службу в штабі» 1-го ступеня                           | Хрест «За хоробрість підрозділу» з пальмовою гилкою                             |
| Медаль «За цивільні заслуги» частині з пальмовою гилкою                               | Медаль «За В'єтнамську кампанію»                            | Медаль За влучну стрільбу з гвинтівки                             | Медаль За влучну стрільбу з пістолета                                           |

## Твори
- By Honor Bound: Two Navy SEALs, the Medal of Honor, and a Story of Extraordinary Courage. St. Martin's Press. 2016. ISBN 1250070597.